# Гленнамадди
Гленнамадди (англ. Glenamaddy; ирл. Gleann na Madach) — деревня в Ирландии, находится в графстве Голуэй (провинция Коннахт) у пересечения дорог R362 и R364.
Деревня известна благодаря песне 1981 года Four Country Roads.

## Демография
Население — 502 человека (по переписи 2006 года). В 2002 году население было 457 человек.
Данные переписи 2006 года:
| Общие демографические показатели |               |                               |                               |      |      |
| Всё население                    | Всё население | Изменения населения 2002—2006 | Изменения населения 2002—2006 | 2006 | 2006 |
| 2002                             | 2006          | чел.                          | %                             | муж. | жен. |
| 457                              | 502           | 45                            | 9,8                           | 243  | 259  |